# Fiddle
Pour les articles homonymes, voir Fiddler.
 (juin 2009).
Si vous disposez d'ouvrages ou d'articles de référence ou si vous connaissez des sites web de qualité traitant du thème abordé ici, merci de compléter l'article en donnant les références utiles à sa vérifiabilité et en les liant à la section « Notes et références ».
Fiddle est un terme anglais désignant le violon avec une connotation populaire tandis que le terme anglais usuel violin désigne un violon de musique classique. Le musicien qui joue du fiddle, le fiddler, est dit « violoneux » en ancien français ainsi qu'au Canada français, ou encore dans les milieux folk ou trad. Il s'agit donc d'un instrument de musique populaire ou traditionnel, plutôt que classique.

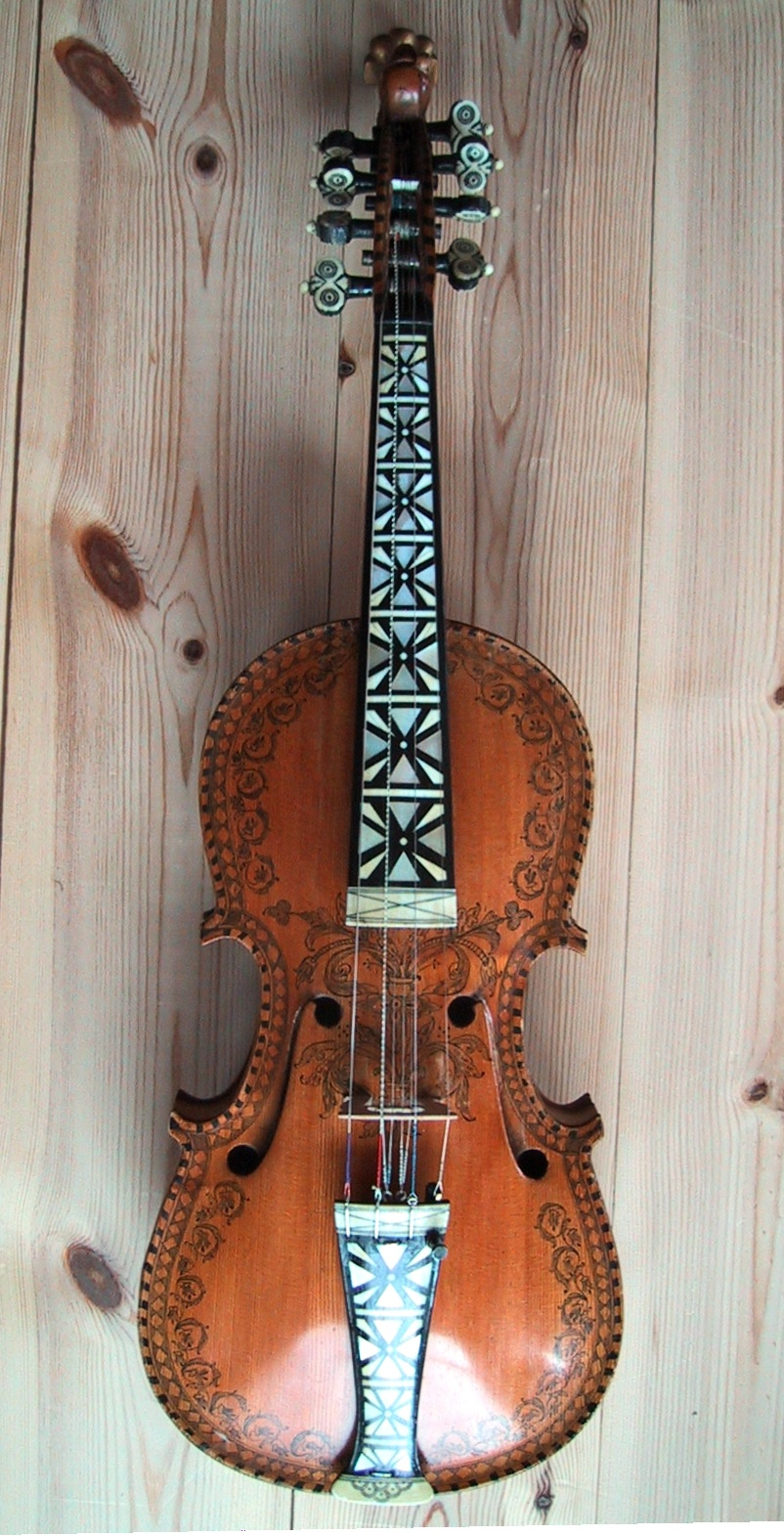
Fiddle Hardanger fabriqué par Knut Gunnarsson Helland.

Dans certains contextes ou cultures, n'importe quel instrument à archet servant à la musique populaire peut recevoir le nom de fiddle, par exemple le violoncelle (big fiddle) ou la contrebasse (bass fiddle). Dans d'autres pays que la Grande-Bretagne, en Norvège ou en Hongrie par exemple, on rencontre également des types de violons populaires pouvant se ranger dans la catégorie des fiddles : leur aspect, usage et répertoire diffèrent de ceux des violons classiques. Le mot fiddle est souvent utilisé pour désigner le violon dans la musique traditionnelle irlandaise, britannique, klezmer ou tsigane.

## Étymologie
L'étymologie de fiddle descend du mot anglo-saxon fithele, lui-même d'origine germanique fiƿula (à rapprocher du moyen-néerlandais vedel, du néerlandais veel, du vieil haut-allemand fidula, de l'allemand Fiedel et du vieux norrois fiðla). Le latin médiéval fidula ou vitula est certainement un emprunt au germanique. Il existe également un apparentement avec les mots vièle et viole, d'où violon.

## Facture

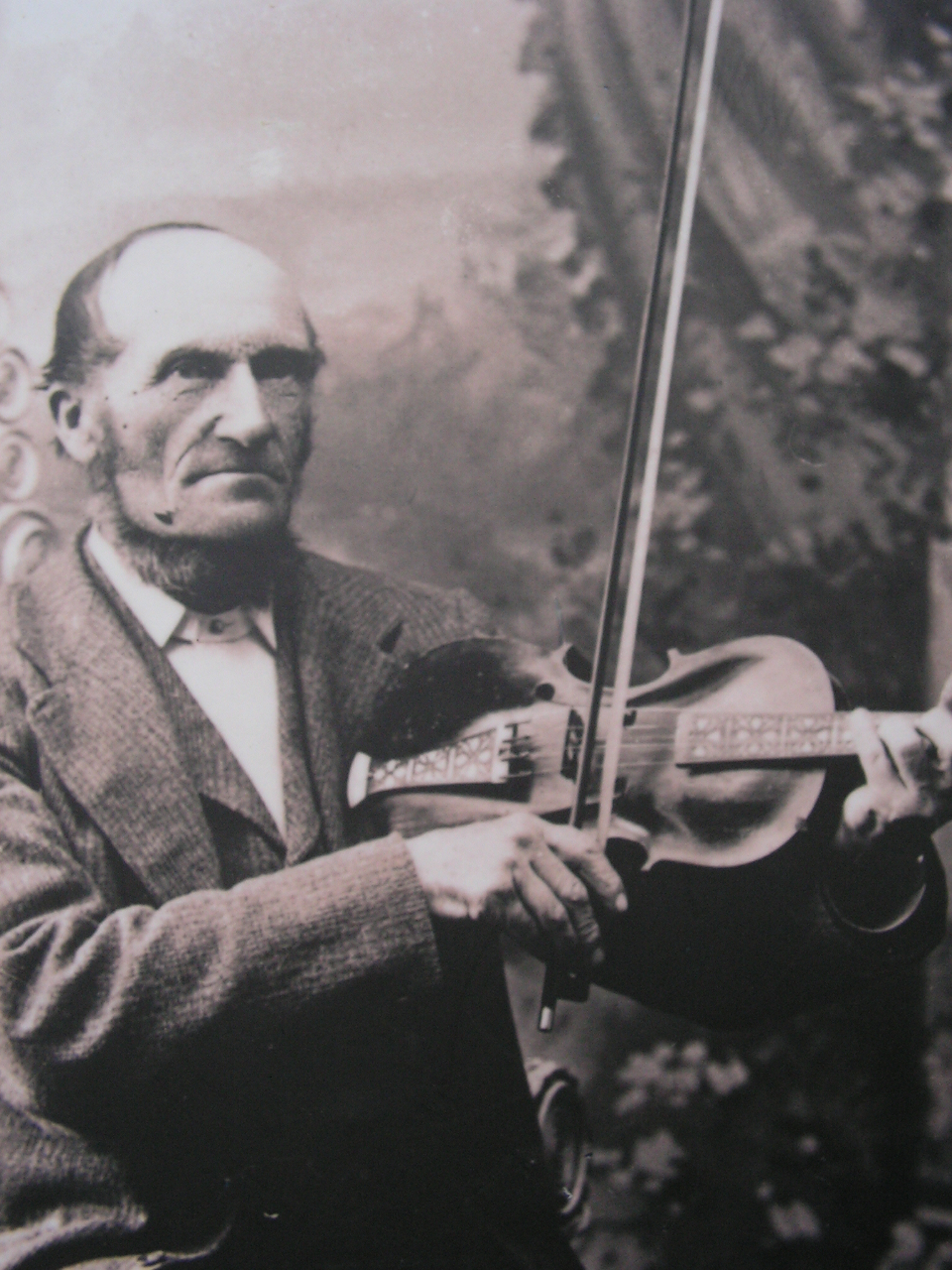
Violoneux jouant du fiddle.

Ce violon a le plus souvent quatre cordes. D'apparence brute, il est fait à partir de bois sombre. Dans certains cas, le chevalet supportant les cordes est abaissé afin d'améliorer la jouabilité.

## Jeu
Dans les musiques populaires des pays anglo-saxons, le fiddle a la particularité d'être joué sur plusieurs cordes en même temps par le violoniste, qui le tient le plus souvent sur le coude ou la poitrine, et non sur l'épaule.
Il est aussi utilisé dans d'autres musiques moins traditionnelles et plus modernes, comme la musique country et le punk celtique.